# Министр иностранных дел Японии
Министр иностранных дел Японии (яп. 外務大臣) — член Кабинета, ответственный за внешнюю политику Японии и руководитель министерства иностранных дел Японии.
Начиная с окончания американской оккупации Японии, пост был одним из наиболее властных и влиятельных в Кабинете, поскольку экономические интересы Японии долго полагались на внешние связи. Недавние усилия бывшего премьер-министра Дзюнъитиро Коидзуми, установить более интервенционалистскую внешнюю политику также усилили важность поста.
Ниже представлен список министров иностранных дел Японии с момента учреждения этого поста в 1885 году и до настоящего времени.

## Министры иностранных дел Японии с 1885 года
1. Иноуэ Каору (1885—1887)
2. Ито Хиробуми (1887—1888)
3. Окума Сигэнобу (1888—1889)
4. Аоки Сюдзо (1889—1891)
5. Эномото Такэаки (1891—1892)
6. Муцу Мунэмицу (1892—1896)
7. Сайондзи Киммоти (1896)
8. Окума Сигэнобу (1896—1897)
9. Ниси Токудзиро (1897—1898)
10. Окума Сигэнобу (1898)
11. Аоки Сюдзо (1898—1900)
12. Като Такааки (1900—1901)
13. Сонэ Арасукэ (1901)
14. Комура Дзютаро (1901—1906)
15. Сайондзи Киммоти (1906)
16. Като Такааки (1906)
17. Хаяси Тадасу (1906—1908)
18. Тэраути Масатакэ (1908, 1916)
19. Комура Дзютаро (1908—1911)
20. Утида Косай (1911—1912)
21. Кацура Таро (1912—1913)
22. Като Такааки (1913)
23. Макино Нобуаки (1913—1914)
24. Като Такааки (1914—1915)
25. Окума Сигэнобу (1915)
26. Исии Кикудзиро (1915—1916)
27. Мотоно Итиро (1916—1918)
28. Гото Симпэй (1918)
29. Утида Ясуя (1918—1923)
30. Ямамото Гоннохёэ (1923)
31. Идзюин Хикокити (1923—1924)
32. Мацуи Кэйсиро (1924)
33. Сидэхара Кидзюро (1924—1927)
34. Танака Гиити (1927—1929)
35. Сидэхара Кидзюро (1929—1931)
36. Инукай Цуёси (1931—1932)
37. Ёсидзава Кэнкити (1932)
38. Сайто Макото (1932)
39. Утида Ясуя (1932—1933)
40. Хирота Коки (1933—1936)
41. Арита Хатиро (1936—1937)
42. Хаяси Сэндзюро (1937)
43. Сато Наотакэ (1937)
44. Хирота Коки (1937—1938)
45. Угаки Кадзусигэ (1938)
46. Арита Хатиро (1938—1939)
47. Абэ Нобуюки (1939)
48. Китисабуро Номура (1939—1940)
49. Арита Хатиро (1940)
50. Мацуока Ёсукэ (1940—1941)
51. Тоёда Тэйдзиро (1941)
52. Того Сигэнори (1941—1942)
53. Тодзё Хидэки (1942)
54. Тани Масаюки (1942—1943)
55. Сигэмицу Мамору (1943—1945)
56. Того Сигэнори (1945)
57. Судзуки Кантаро (1945)
58. Сигэмицу Мамору (1945)
59. Ёсида Сигэру (1945—1947)
60. Асида Хитоси (1947—1948)
61. Ёсида Сигэру (1948—1952)
62. Окадзаки Кацуо (1952—1954)
63. Сигэмицу Мамору (1954—1956)
64. Киси Нобусукэ (1956—1957)
65. Фудзияма Айитиро (1957—1960)
66. Косака Дзэнтаро (1960—1962)
67. Охира Масаёси (1962—1964)
68. Сиина Эцусабуро (1964—1966)
69. Мики Такэо (1966—1968)
70. Айти Киити (1968—1971)
71. Фукуда Такэо (1971—1972)
72. Охира Масаёси (1972—1974)
73. Кимура Тосио (1974)
74. Миядзава Киити (1974—1976)
75. Косака Дзэнтаро (1976)
76. Иитиро Хатояма (1976—1977)
77. Сунао Сонода (1977—1979)
78. Окита Сабуро (1979—1980)
79. Ито Масаёси (1980—1981)
80. Сунао Сонода (1981)
81. Сакураучи Ёсио (1981—1982)
82. Абэ Синтаро (1982—1986)
83. Куранари Тадаси (1986—1987)
84. Уно Сосукэ (1987—1989)
85. Мицудзука Хироси (1989)
86. Накаяма Таро (1989—1991)
87. Ватанабэ Митио (1991—1993)
88. Муто Кабун (1993)
89. Хата Цутому (1993—1994)
90. Кодзи Какидзава (1994)
91. Коно Ёхэй (1994—1996)
92. Икэда Юкихико (1996—1997)
93. Обути Кэйдзо (1997—1998)
94. Комура Масахико (1998—1999)
95. Коно Ёхэй (1999—2001)
96. Танака Макико (2001—2002)
97. Коидзуми Дзюнъитиро (2002)
98. Кавагути Ёрико (2002—2004)
99. Матимура Нобутака (2004—2005)
100. Асо Таро (31 октября 2005 — 27 августа 2007);
101. Матимура Нобутака (27 августа — 26 сентября 2007);
102. Комура Масахико (26 сентября 2007 — 24 сентября 2008);
103. Накасонэ Хирофуми (24 сентября 2008 — 16 сентября 2009);
104. Окада Кацуя (16 сентября 2009 — 17 сентября 2010);
105. Маэхара Сэйдзи (17 сентября 2010 — 6 марта 2011);
106. Юкио Эдано (и. о.; 7 марта — 9 марта 2011);
107. Мацумото Такэаки (9 марта — 2 сентября 2011);
108. Гэмба Коитиро (2 сентября 2011 — 26 декабря 2012);
109. Кисида Фумио (26 декабря 2012 — 3 августа 2017).
110. Таро Коно (3 августа 2017 — 11 сентября 2019);
111. Тосимицу Мотэги (11 сентября 2019 — 4 ноября 2021);
112. Кисида Фумио (4 ноября — 10 ноября 2021);
113. Ёсимаса Хаяси (10 ноября 2021 — 13 сентября 2023);
114. Ёко Камикава (13 сентября 2023 — 1 октября 2023);
115. Такэси Ивая (1 октября 2023 — н. в.).